# Bambusa gibboides
Bambusa gibboides är en gräsart som beskrevs av Wan Tao Lin. Bambusa gibboides ingår i släktet Bambusa och familjen gräs. Inga underarter finns listade i Catalogue of Life.